# Дюмаж, Пьер
Пьер Дюма́ж (фр. Pierre Du Mage или Pierre Dumage; 23 ноября 1674, Бове — 2 октября 1751, Лан) — французский органист и композитор позднего барокко.

## Биография

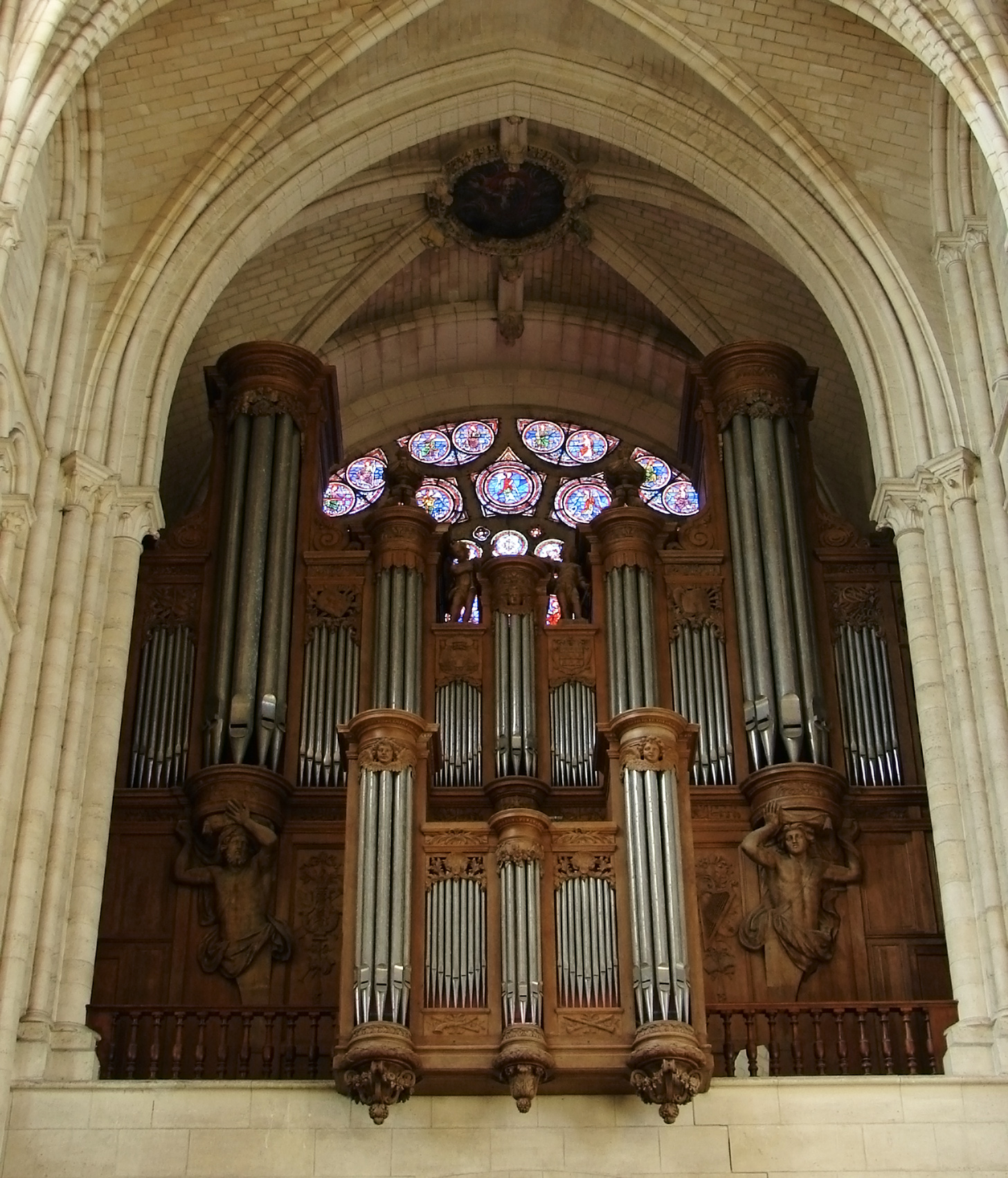
Орган в кафедральном соборе Лана

Первым учителем музыки был, скорее всего, его отец, служивший органистом собора г. Бове. В юном возрасте Дюмаж переехал в Париж, где учился у Луи Маршана.
В 1710 году Пьер Дюмаж был назначен главным органистом собора Лана. Из-за напряжённых отношений с настоятелем собора в 1719 году оставил службу. Впоследствии работал чиновником в королевской администрации.
Данных о его композиторской деятельности в этот период не сохранилось.
Единственная работа Дюмажа, напечатанная в 1708 году, — Livre d’Orgue (Suite du 1er ton, 1708) — была посвящена капитулу церкви Сен-Кантена.
Изысканная музыка Дюмажа, созданная в лучших традициях французский органной музыки того времени, по мнению музыковедов, отличается очень высоким качеством.

## Избранные музыкальные произведения
Автор органной музыки.
- «Grand jeu» (Из первой органной книги)
- Livre d’Orgue (Suite du 1er ton, 1708)
- Органная сюита в двух частях
- Récit